# Доннхад Миди
Доннхад Миди (Доннхад мак Домнайлл; др.‑ирл. Donnchad Midi, Donnchad mac Domnaill; 733 — 6 февраля 797) — король Миде (766—797) и верховный король Ирландии (771/778—797). Во время его правления начались нападения викингов на Ирландию.

## Исторические источники
Основными источниками информации о жизни и деятельности Доннхада Миди являются ирландские анналы. Из них самыми подробными являются «Анналы Ульстера», которые наиболее точно передают текст так называемой «Хроники Ирландии», первоосновы всех ирландских анналов. Также сведения о правлении Доннхада содержатся и в других исторических сочинениях: в «Анналах Инишфаллена», сохранивших отсутствующие в других источниках сообщения о ранней истории Мунстера, и в «Анналах четырёх мастеров», созданной в XVII веке компиляции из многих, в том числе, теперь утерянных, источников. Краткие сообщения о политике Уи Нейллов в отношении Лейнстера находятся в поэме «О принадлежащих к семье Эхдаха Арда» автора IX века Ортанаха уа Каэлама Куйррига. Сведения о родственных связях верховного короля Ирландии содержатся в компиляции XII века «Banshenchas» («О знаменитых женщинах») и генеалогических трактатах.
Все аспекты деятельность Доннхада Миди рассматриваются и в работах современных историков. Среди тех, кто подробно изучал этот период ирландской истории, были такие известные медиевисты как Геаройд Мак Ниокайлл, Джон Фрэнсис Бирн и Томас Чарльз-Эдвардс.

## Биография

### Ранние годы
Доннхад был сыном короля Миде Домналла Миди, в 743—763 годах также занимавшего престол верховного короля Ирландии, и Айльпин (или Айльбин), дочери Айлиля мак Кенн Фаэлада из небольшого королевства Ард Кианнахт, располагавшегося к северу от реки Бойн. Он принадлежал к Кланн Холмайн, одной из ветвей рода Южных Уи Нейллов. Своё прозвище — «Миди» — Доннхад, подобно своему отцу и деду, получил как выходец из королевства Миде.
После смерти Домналла Миди 20 ноября 763 года его владения были разделены: королём Миде стал его дальний родственник Фолламан мак Кон Конгалт из Кланн Холмайн Бикк, а титул верховного короля Ирландии перешёл к Ниаллу Фроссаху из Кенел Эогайн. О том, что получил после смерти отца Доннхад, точно неизвестно. Предполагается, что он мог стать правителем земель вокруг холма Уснеха. Как король здешних владений Доннхад упоминается в «Анналах Ульстера» в записях о событиях 766 года.
Ирландские анналы сообщают о начавшейся в Кланн Холмайн борьбе за власть между сыновьями умершего Домналла Миди. Брат Доннхада, Диармайт Дуб, погиб в 764 году, возглавляя войско аббатства Дарроу во время похода против соперничавшего с тем монастыря Клонмакнойс. Победитель Диармайта, его племянник Брессал мак Мурхадо, пал позднее в этом же году. Сам Доннхад Миди в это же время нанёс поражение септу Фир Тулах Миди, владевшему землями около Лох-Эннелла. В 765 году Доннхад с помощью короля Миде Фолламана победил в сражении при Карн Фиахахе (около современного Ратконрата) собственного брата Мурхада, а затем казнил его. Союзник Мурхада, король Тетбы Айгал, спасся бегством.

### Король Миде

Ирландия в VIII — первой трети IX века

Король Фолламан мак Кон Конгалт был убит в 766 году, что позволило Доннхаду получить престол Миде. Так как главным лицом, кто получал выгоду от устранения Фолламана, был Доннхад, предполагается, что именно он был организатором убийства.
В 769 году Доннхад Миди изгнал короля Кайрпре мак Фогартайга, правителя септа Лагор из королевства Брега.
«Анналы четырёх мастеров» помещают в записях о событиях 770 года сообщение об отречении Ниалла Фроссаха от престола Тары, а 771 годом датируют начало правления Доннхада Миди как верховного короля Ирландии. О деятельности Ниалла Фроссаха с 772 по 778 год (даты его смерти) исторические источники ничего не сообщают, поэтому предполагается, что он мог формально сохранять за собой титул верховного короля до своей кончины, в то время как среди других правителей острова шла борьба за престол Тары. С этими событиями историки связывают начало широкомасштабных военных действий, которые вёл Доннхад Миди против королей ирландских пятин в 770-е годы.
Уже в 770 году король Миде вмешался в междоусобицу в Лейнстере, провозгласив себя сюзереном этого королевства. Он совершил сюда поход и хотя вначале потерпел поражение под Каслдерматом, но затем здешний король Келлах мак Дунхада не решился дать новое сражение Доннхаду, что позволило королю Миде разбить лагерь около Дун-Эйлина и в течение недели беспрепятственно грабить лейнстерские земли.
В 771 и 772 годах Доннхад совершил два похода на север острова, стремясь добиться признания от правителей этих земель своего права на престол Тары
В 775 году Доннхад Миди взял под контроль аббатство Клонард в приграничных землях Лейнстера.
Объектом нападений Доннхада в 775 году стал также и Мунстер, который он сильно опустошил. В 776 году, при помощи войска из аббатства Дарроу, он снова вторгся в это королевство, и хотя ему опять удалось разорить мунстерские земли, несколько братьев Доннхада погибли во время этого похода. Вероятно, результатом этих событий было заключение мира между королём Мунстера Маэл Дуйном мак Аэдо и Доннхадом, согласно которому первый признавал за правителем Миде право на получение титула верховного короля Ирландии.
Известно, что во время правления королевством Миде Доннхад дважды, в 774 и 777 годах, был инициатором беспорядков на оэнахах в Тайльтиу. Причиной последних из них стал конфликт между королём Миде и Кианнахтами из Сил Аэдо Слане, который привёл к войне Доннхада Миди с одним из брегских правителей, королём Наута Конгалахом мак Конайнгом. В 777 году король Миде совершил поход в Брегу, а в 778 году, во время нового вторжения Доннхада, Конгалах погиб вместе со многими своими союзниками.

### Верховный король Ирландии
Первое достоверное свидетельство о Доннхаде Миди как верховном короле Ирландии относится к 778 году, когда он вместе с аббатом Айоны Брессалом объявил «закон Колумбы», таким образом приняв на себя обязанности покровителя этой обители. Сообщавшие об этом событии «Анналы Ульстера» датировали его временем ранее произошедшей в этом же году смерти Ниалла Фроссаха.
В 779 году Доннхад совершил поход против Северных Уи Нейллов и получил дань и заложников от «короля Севера», главы Кенел Конайлл Домналла мак Аэда Муйндейрга.
Воспользовавшись царившим в Лейнстере междоусобием, верховный король Ирландии в 780 году совершил новый поход в это королевство. Возможно, вторжение было совершено Доннхадом Миди по призыву своего зятя Брана Ардхенна, боровшегося за лейнстерский престол с королём Руайдри мак Фаэлайном. Во время этого похода в сражении при Килкоке верховный король разбил войско короля Руайдри и подчинённого ему правителя Уи Хеннселайг Кайрпре мак Лайдкнена. Преследуя отступавших лейнстерцев, Доннхад вновь разорил их земли, не пощадив и церквей. Позднее в этом же году состоялась встреча между правителями Лейнстера и Уи Нейллов, на которой между враждовавшими сторонами был заключён мир. С этого времени во всех лейнстерских документах Доннхад Миди титулуется только как «король Тары», что свидетельствует о признании правителями Лейнстера Доннхада как верховного короля Ирландии.
Предпринятая в 784 году попытка Доннхада заключить союз с королём Ульстера Фиахной мак Аэдо Ройном завершилась неудачей. На состоявшейся в районе современного Скерриса встрече Доннхад отказался взойти на судно Фиахны, посчитав, что это не достойно верховного короля, а Фиахна не захотел прибыть к месту стоянки Доннхада, что свидетельствовало бы о его признании над собой сюзеренитета короля Тары.
В 786 году Доннхад Миди вторгся в Брегу, около современного Ноббера разбил войско Сил Аэдо Слане. В сражении погибли король Лагора Фогартах мак Куммаскайг, правитель Наута Диармайт мак Конайнг и его родственник Конайнг мак Дунлайнге. Этот поход мог быть совершён в качестве мести за убийство Фебордайта, аббата общины Туйлен (около современного Дулане).
В 791 году произошёл серьёзный конфликт между Доннхадом Миди и представителями влиятельного аббатства Арма. «Анналы Ульстера» сообщают, что во время очередного оэнаха в Тайльтиу Доннхад, сторонник общины конкурировавшего с Армой монастыря Айона, «обесчестил дом Иисуса и реликвии святого Патрика». Вероятно, воспользовавшись этим, некоторые из присутствовавших на собрании ирландских правителей, включая собственного зятя Доннхада, короля Айлеха Аэда, объявили войну верховному королю. Однако в произошедшем здесь же сражении Доннхад Миди одержал полную победу: Аэд был вынужден отступить к Слейну и был здесь пленён, а многие знатные лица из числа его сторонников, включая правителя айргиалльского суб-королевства Уи Хремтайнн Каталла мак Экдаха, погибли во время бегства.
Последнее сообщение о походах Доннхада относится к 794 году, когда он оказал помощь своему зятю, королю Лейнстера Брану Ардхенну, в войне с правителем Мунстера Артри мак Катайлом. Однако уже в следующем году Бран и его жена Этне были убиты по приказу Финснехты мак Келлайга, захватившего лейнстерский трон.
Во время правления Доннхада Миди начались вторжения викингов на остров Ирландия. Первое сообщение об их нападении на Британию содержится в ирландских анналах в записях 794 года, а уже в следующем году разграблению подверглось побережье самой Ирландии: были разорены острова Скай, Айона, Инишмюррей, Инишбофин и Ламбей. Эти события 795 года — первое нападение норманнов в ирландской истории. При преемниках Доннхада подобные атаки викингов станут регулярными.
Доннхад Миди скончался 6 февраля 797 года. После его смерти королевство Миде перешло к его сыну Домналлу мак Доннхада Миди, а титул верховного короля Ирландии — к правителю Айлеха Аэду Посвящённому.

### Семья
Доннхад Миди был трижды женат. Его детьми от этих браков были семь сыновей и две дочери.
Первой супругой Доннхада была Бе Файл инген Катайл (ирл. Bé Fáil ingen Cathail), дочь Катала, основателя ульстерского септа Лет Катайл (ирл. Leth Cathail) из династии Дал Фиатах. В этом браке у короля родились два сына:
- Энгус мак Доннхада (погиб в 830)
- Маэл Руанайд мак Доннхада (умер в 843) — король Уснеха и Миде (833—843)

Второй женой Доннхада Миди стала дочь короля Дал Арайде Конгала, которую, вероятно, звали Фуйрсах (ирл. Fuirseach). Единственным ребёнком от этого брака был король Миде и верховный король Ирландии Конхобар мак Доннхада (умер в 833).
Также исторические источники называют детьми Доннхада Миди ещё четырёх сыновей и двух дочерей:
- Айлиль мак Доннхада (убит в 803) — король Миде (802—803)
- Конн мак Доннхада (погиб в 795)
- Домналл мак Доннхада Миди (убит в 799) — король Миде (797—799)
- Фолламан мак Доннхада (погиб в 830)
- Эугинис инген Доннхада (умерла в 802) — супруга короля Айлеха и верховного короля Ирландии Аэда Посвящённого (умер в 819)
- Гормлайт инген Доннхада (умерла в 861) — супруга короля Айлеха и верховного короля Ирландии Ниалла Калле (погиб в 846)

Одной из дочерей Доннхада Миди называют и Этне (погибла в 795), супругу короля Лейнстера Брана Ардхенна, однако также существует мнение, что она была сестрой Доннхада.